# ال گور
آلبرت آرنولد گور جونیور (به انگلیسی: Albert Arnold Gore, Jr.‎)‏ (۳۱ مارس ۱۹۴۸) مشهور به اَل گور، فعال محیط زیست و سیاست‌مدار آمریکایی برنده جایزه صلح نوبل است. وی از ۱۹۷۷ تا ۱۹۸۵ نمایندهٔ مجلس نمایندگان آمریکا از ایالت تنسی و از ۱۹۸۵ تا ۱۹۹۳ سناتور این ایالت بود. او همچنین به عنوان معاون رئیس‌جمهور ایالات متحده آمریکا بین سال‌های ۱۹۹۳ تا ۲۰۰۱ در دورهٔ ریاست جمهوری بیل کلینتون خدمت کرده‌است.
وی در مجلس سنای ایالات متحده آمریکا لوایحی را برای توسعهٔ فناوری اطلاعات و ارتباطات پیشنهاد داد. به‌خصوص لایحهٔ موسوم به «لایحهٔ گور» برای ایجاد «زیرساخت ملی اطلاعات» (National Information Infrastructure (NII)) ایالات متحده آمریکا ارائه شد، که با عنوان «قانون پردازش با کارایی بالا» (High Performance Computing Act of 1991 (HPCA)) به تصویب رسید و هدفش «تضمین استمرار رهبری ایالات متحده در پردازش با کیفیت بالا» بوده‌است. وی از اصطلاح بزرگراه اطلاعاتی استفاده کرد و در زمانی که معاون رئیس‌جمهور ایالات متحده بود نقشی مهم در توسعه زیرساخت اینترنت داشت.
ال گور در انتخابات ریاست جمهوری سال ۲۰۰۰ از حزب دموکرات نامزد بود ولی در انتخاباتی که یکی از نزدیک‌ترین رقابت‌های ریاست جمهوری در تاریخ بود، گور برندهٔ مجموع آرای مردمی، اما پس از بازشماری آرای ایالت فلوریدا بازندهٔ کالج انتخاباتی با رای ۲۶۷ بر ۲۷۱ شد و در نتیجه انتخابات را به جورج بوش باخت.
او از جملهٔ مشهورترین فعالان غیردولتی در باب مسائل صلح جهانی و محیط زیست به خصوص مسئله گرم شدن زمین است. در سال ۲۰۰۷ ال گور همراه با مجمع بین‌المللی تغییرات آب‌وهوایی، که یک هیئت بین دولتی در رابطه با تغییرات اقلیمی است برندهٔ جایزه صلح نوبل شد. وی همچنین برای مستندش به نام یک حقیقت ناراحت‌کننده در باب اثر گلخانه‌ای و گرم شدن زمین موفق به دریافت جایزه اسکار بهترین فیلم مستند (۲۰۰۷) و برای نسخه صوتی کتابش یک حقیقت ناراحت‌کننده برنده جایزه گرمی بهترین متن صوتی (۲۰۰۹) شده‌است.
او در سال ۲۰۰۷ در فهرست شخص سال مجله تایم دوم شد.
ال گور همچنین عضو هیئت‌مدیره شرکت اپل و مشاور ارشد گوگل است.

## سرآغاز زندگی و آموزش
ال گور زادهٔ واشینگتن دی سی، و فرزند دوم از دو فرزند آلبرت گور پدر، نمایندهٔ مجلس ایالات متحده و بعدها سناتور ایالات متحده از تنسی، و پائولین لافن گور، نخستین حقوق‌دان زن از دانشگاه خود بوده‌است. او تا حدودی از مهاجران اسکاتلندی-ایرلندی است که برای اولین بار در اواسط قرن ۱۷ در ویرجینیا مستقر شدند، و بعد از جنگ انقلاب به تنسی نقل مکان کردند. خواهر بزرگتر او نانسی لافن گور، که در سال ۱۹۳۸ متولد شده‌بود، در سال ۱۹۸۴ در اثر سرطان ریه درگذشت.
در طول سال‌های تحصیل ال گور با خانواده‌اش در فیرفکس هتل در بخش دیپلمات‌نشین در واشینگتن دی سی زندگی می‌کردند. در طول ماه‌های تابستان، او در مزرعهٔ خانوادگی خود در کارتیج، تنسی، که در آن گورها (خانوادهٔ گور) به کشت تنباکو و یونجه و پرورش احشام مشغول بودند کار کرده‌است.
گور در سال‌های ۱۹۵۶ تا ۱۹۶۵ در مدرسهٔ سنت آلبانز، که یک پیش‌دانشگاهی روزانه و مدرسه شبانه‌روزی غیرانتفاعی پسرانه در واشینگتن دی سی بود تحصیل می‌کرد. او کاپیتان تیم فوتبال بود، در تیم دو و میدانی پرتاب دیسک می‌کرد. وی همچنین در بسکتبال، فعالیت‌های هنری و دولتی شرکت می‌کرد او دبیرستان را به عنوان نفر بیست و پنجم از کلاس ۵۱ نفره خود به پایان رساند و برای دانشگاه هاروارد تقاضای پذیرش کرد که پذیرفته شده و از آنجا فارغ‌التحصیل شد.